# Tikkurila Oyj

Tikkurila Oyj är en finsk färgtillverkare med internationella varumärken som Tikkurila och Beckers, samt ett antal lokala varumärken i olika länder, såsom Alcro i Sverige.
Huvudkontoret ligger i Vanda, i stadsdelen Fastböle, men namnet kommer från dess tidigare placering, i stadsdelen Dickursby som på finska heter Tikkurila. Bolaget hette Dickursby Färgfabriker Ab (Tikkurilan Väritehtaat Oy) fram till 2008.

## Historia
Den första sträckan av den finska stambanan invigdes 1862 och fick en station i Dickursby. Med järnvägen kom industrier till Dickursbyforsen i Kervo å där ett oljeslageri och ett fernissakokeri startade sin verksamhet. Dessa gav upphov till målarfärgsföretaget Tikkurila Oy som fortfarande verkar på orten. Det var 1862 som Anders Lorentz Munsterhjelm grundade Dickursby Oljeslageri. 1885 köptes verksamheten av Schildt & Hallberg som leddes av Mauritz Hallberg och Hjalmar Schildt.
År 1919 började bolaget med färgtillverkning och det kom att bli Finlands största färgproducent. 1972 köptes verksamheten av Kemira genom förvärvet av Schildt &  Hallberg. I Fastböle finns Tikkurilas huvudkontor och målarfärgsfabrik med "målartornet" med neonreklamskyltar.
I Sverige äger företaget Tikkurila Sverige, som tidigare hette Alcro-Beckers. 1994 etablerade Alcro-Beckers och finska Tikkurila samarbete i Baltikum, och 2001 köpte Tikkurila Alcro-Beckers av AB Wilh. Becker. Efter det används varumärket Beckers, inklusive regnbågslogotypen, av både AB Wilh. Becker och Tikkurila. År 2012 bytte Alcro-Beckers namn till Tikkurila Sverige AB, och slog samman sin verksamhet med tidigare Tikkurila Industri.
Tikkurila Oyj är börsnoterat sedan 2010, då Kemira sålde hela sitt innehav i företaget (2010–2011).
Tikkurila förvärvades år 2021 av den amerikanska koncernen PPG Industries.